# Kamienica przy ul. Niepodległości 4b w Iławie
Kamienica przy ul. Niepodległości 4b – zabytkowy budynek z końca XIX w., położony w Iławie przy ul. Niepodległości 4 i 4b.
Budynek kamienicy usytuowany jest na planie prostokąta. Dwutraktowy budynek posiada w środku elewacji południowej zaokrąglony ryzalit. Od południowego zachodu znajduje się skrzydło oficyny. Obiekt ma trzy piętra, jest także podpiwniczony. Górna kondygnacja oddzielona jest gzymsem. Okna w ryzalicie otoczone są pilastrami toskańskimi, nad nimi zaś umieszczone są trapezowate zworniki. Okna trzeciej kondygnacji mają kwadratowy kształt i są otoczone tynkowanymi pasami.
Początkowo była tu willa miejska, która wraz z oficyną zmieniła swój charakter w kamienicę czynszową. W okresie powojennym w dolnej kondygnacji znajdował się sklep, a pierwsze piętro zaadaptowano na pomieszczenia hotelowe. Budynek wpisany jest do rejestru zabytków pod numerem 1547 z 18.03.1987.